# واحد في الغرفة (فلم)
واحد في الغرفة (بالإنجليزية: One in the Chamber) هو فيلم حركة تم إنتاجه في الولايات المتحدة وصدر سنة 2012، من بطولة كوبا غودينغ جونير ودولف لندجرين.

## القصة
بعد انهيار النظام الشيوعي في دول (أوروبا الشرقية)، يختار عدد كبير من عتاة الإجرام أن يختبئوا في مدينة (براغ) بجمهورية (التشيك)، حيث يدفعون أموالًا طائلة لعدد من القتلة المحترفين من أجل تصفية منافسيهم، ولكن راي كارفر (كوبا جودينج جونيور) يعمل قاتلا محترفًا لدى عصابتين متنافستين، وعندما يشرع في تنفيذ عملية قتل أحد زعماء تجارة المخدرات من الشيشان، يتم ملاحقته من قبل رجال هذا الزعيم، وتشتعل المعركة أكثر مع وفود ألكسي أندريف المعروف بالذئب (دولف لاند جرين).

## وصلات خارجية
- مقالات تستعمل روابط فنية بلا صلة مع ويكي بيانات

- واحد في الغرفة على قاعدة بيانات الأفلام على الإنترنت
- واحد في الغرفة على Rotten Tomatos